# Wolfgang Kleff
Wolfgang Kleff (* 16. listopadu 1946, Schwerte) je bývalý německý fotbalový brankář.
S reprezentací někdejšího Západního Německa se stal mistrem světa roku 1974 a mistrem Evropy 1972, byť na obou turnajích byl náhradníkem Seppa Maiera a do hry nezasáhl. V národním týmu aktivně působil v letech 1971–1973, za tu dobu odchytal 6 reprezentačních utkání.
S Borussií Mönchengladbach dvakrát vyhrál Pohár UEFA (1974/75, 1978/79). Slavil s ní pět titulů německého mistra (1969/70, 1970/71, 1974/75, 1975/76, 1976/77) a jednou zvedl nad hlavu německý pohár (1972/73). Sehrál 433 prvoligových utkání.
Hrál v několika německých filmech: Otto – Der Film (1985), Werner – Beinhart! (1990).